# رفعت سمنانی
محمدصادق رفعت سمنانی معروف به رفعت سمنانی (۱۲۶۱-۱۳۱۰ خورشیدی) از شاعران صوفی‌مسلک ایرانی است.

## زندگی
وی در سمنان زاده شد و پس از تحصیل در آغاز جوانی به تهران رفت. پس از سفر به حج در سلک دراویش نعمت‌اللهی سلطان‌شاهی درآمد و مدتها در گناباد از محضر سلطان علیشاه استفاده کرد. روزگاری نیز در نیشابور، نهاوند و خراسان به‌سر برد.
او بیش از هر چیز به دیدار و مصاحبت با عرفاً مایل بود، به‌طوریکه در آثارش مشهود است در برخی کشورهای آسیایی و عربی به سیر و سیاحت پرداخت.

## آثار
اشعار رفعت، در «نامهٔ سخنوران» تالیف اسداللّه ایزد گشسب، ۴۵٬۰۰۰ بیت تخمین زده شده است. اما رفعت در مقدمه‌ای که بر کتاب «سرالاسرار» خویش نوشته، آثار خود را ۵۰٬۰۰۰ بیت ذکر کرده است. به‌هرحال اکنون تنها حدود ۱۱٬۰۰۰ بیت از آثار او باقی‌مانده است. یعنی در حدود ۷٬۰۰۰ بیت در دیوان اشعار و ۶٬۰۰۰ بیت در سرالاسرار (تفسیر سوره یوسف).
رفعت در افکار، قصیده‌ها و غزل‌ها نوآور نبود، همان‌طور که در اشعار یکنواخت و یکسان دورهٔ قاجاریه و ابتدای مشروطیت ابتکار کم بود. دکتر ذبیح‌الله صفا در مقدمهٔ دیوان اشعار رفعت، ضمن ستایش از برخی از شعرها و تفکرات عارفانهٔ او، به مواردی از خطاهای شاعر در کاربرد واژه‌ها و ایجاد ترکیبات درست اشاره کرده و دلیل آن را دور بودن رفعت از محیط‌های رسمی و کلاسیک ادب دانسته است.

## شعر
| شب شمع یک طرف، رخ جانانه یک طرف     |  | من یک طرف در آتش و پروانه یک طرف   |
| افکنده بهر صید دل من ز زلف و خال    |  | دام بلا ز یک طرف و دانه یک طرف     |
| از عش او به گریه و در خنده روز و شب |  | عاقل ز یک طرف و دیوانه یک طرف      |
| برهم زدند مجمع دل‌های عاشقان         |  | باد صبا ز یک طرف و شانه یک طرف     |
| ترک شراب کردم و ساقی به عشوه گفت    |  | پیمان ز یک طرف، من و پیمانه یک طرف |
| ایمان و کفر زلف و رخش دل چو دید گفت |  | زد کعبه یک طرف ره و میخانه یک طرف  |
| در حیرتم که دل ز چه رو می‌برند و دین |  | خوبان ز یک طرف، ره میخانه یک طرف   |

## پایان زندگی
رفعت تا پایان عمر، زندگی بی‌تلکف خود را رها نکرد و تا زنده بود مجرد زیست و همسری اختیار نکرد. وی سال‌های آخر عمر را در تهران به‌سر برد و در سال ۱۳۱۰ خورشیدی (مطابق با ۱۳۵۰ قمری) درگذشت و در محوطه آرامگاه شاه‌عبدالعظیم در شهر ری به خاک سپرده شد.